# Bouli Lanners

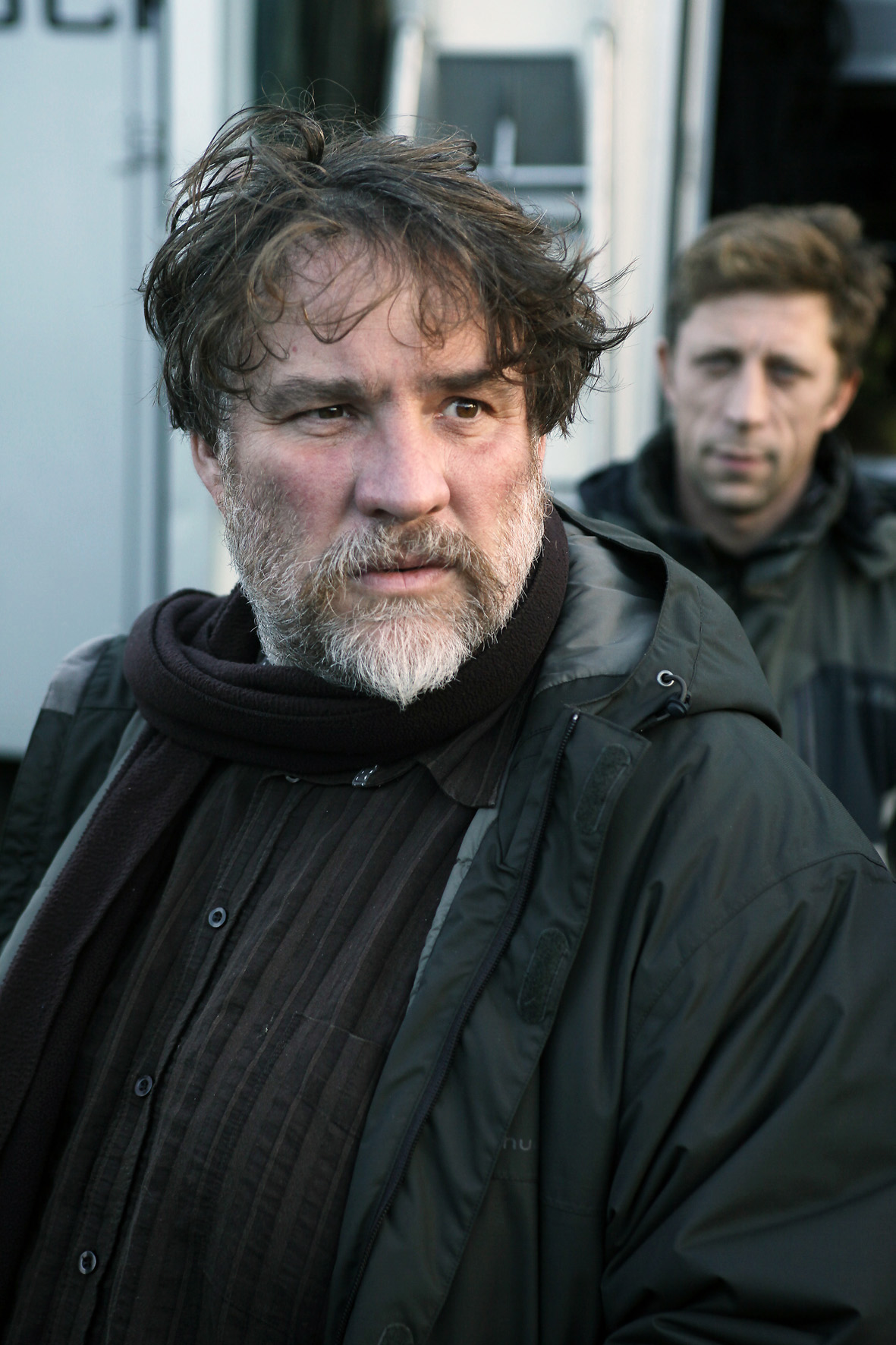
Bouli Lanners (2010)

Philippe „Bouli“ Lanners (* 20. Mai 1965 in Moresnet-Chapelle, Belgien) ist ein belgischer Schauspieler, Filmregisseur und Drehbuchautor.

## Leben
Philippe Lanners studierte Malerei an der Kunsthochschule in Lüttich. In den 1980er Jahren hatte er mehrere Ausstellungen. In der von Jaco Van Dormael inszenierten und 1991 erschienenen Tragikomödie Toto der Held hatte Lanners seinen ersten Auftritt in einem Film. Er spielte einen namenlosen Gangster. Mit dem Kurzfilm Travellinckx debütierte Lanners 1999 als Regisseur und Drehbuchautor. Für seinen Kurzfilm Muno wurde er 2002 als Bester Kurzfilm für den Europäischen Filmpreis nominiert. Sein Langspielfilmdebüt gab er 2005 mit dem Drama Ultranova.

## Filmografie (Auswahl)
Als Darsteller
- 1991: Toto der Held (Toto le héros)
- 1995: Die Witwe des Architekten (La veuve de l’architecte, TV)
- 1997: Frank – Was sie schon immer über Heiratsschwindel wissen wollten (Arlette)
- 1997: Fürs Vaterland erschossen (Le pantalon, TV)
- 1998: Tatort: Bildersturm (TV-Reihe)
- 1999: Rekordjäger (Les convoyeurs attendent)
- 2000: Der Voyeur (Faites comme si je n’étais pas là)
- 2004: 25 Grad im Winter (25 degrés en hiver)
- 2004: Mathilde – Eine große Liebe (Un long dimanche de fiançailles)
- 2004: Wenn die Flut kommt (Quand la mer monte…)
- 2004: Aaltra
- 2006: Avida
- 2007: J’ai toujours rêvé d’être un gangster
- 2007: Où est la main de l’homme sans tête
- 2008: Asterix bei den Olympischen Spielen (Astérix aux Jeux Olympiques)
- 2008: Eldorado
- 2008: Louise Hires a Contract Killer (Louise-Michel)
- 2010: Mammuth
- 2010: Nichts zu verzollen (Rien à déclarer)
- 2010: White as Snow – Wie weit würdest du gehen? (Blanc comme neige)
- 2012: Der Geschmack von Rost und Knochen (De rouille et d’os)
- 2012: Der Tag wird kommen (Le grand soir)
- 2012: Asterix & Obelix – Im Auftrag Ihrer Majestät (Astérix & Obélix: Au service de sa Majesté)
- 2013: 11.6 – The French Job (11.6)
- 2013: 9 mois ferme
- 2013: La confrérie des larmes
- 2013: Treibsand (Lulu femme nue)
- 2014: Der kleine Nick macht Ferien (Les vacances du petit Nicolas)
- 2014: Alle Katzen sind grau (Tous les chats sont gris)
- 2016: Ich bin tot, macht was draus (Je suis mort mais j’ai des amis)
- 2016: Raw (Grave)
- 2016: Die Lebenden reparieren (Réparer les vivants)
- 2017: Bloody Milk (Petit paysan)
- 2019: De Patrick
- 2019: Notre Dame – Die Liebe ist eine Baustelle (Notre Dame)
- 2019: Delete History
- 2020: Was dein Herz dir sagt – Adieu ihr Idioten! (Adieu les cons)
- 2022: In der Nacht des 12. (La nuit du 12)

Als Regisseur und Drehbuchautor
- 1999: Travellinckx (Kurzfilm)
- 2001: Muno (Kurzfilm)
- 2005: Ultranova
- 2008: Eldorado
- 2011: Kleine Riesen (Les géants)
- 2016: Das Ende ist erst der Anfang (Les premiers, les derniers)